# Dambelin
Dambelin település Franciaországban, Doubs megyében. Lakosainak száma 506 fő (2022. január 1.). Dambelin Goux-lès-Dambelin, Rémondans-Vaivre, Solemont, Valonne, Vyt-lès-Belvoir és Hyémondans községekkel határos.

## Népesség
A település népességének változása:
| Lakosok száma | 300  | 405  | 403  | 461  | 480  | 484  | 495  | 502  | 502  | 506  |
|               | 1968 | 1982 | 1990 | 2006 | 2013 | 2015 | 2017 | 2019 | 2020 | 2022 |